# Карлајл (Охајо)
Карлајл (енгл. Carlisle) град је у америчкој савезној држави Охајо.

## Демографија
По попису из 2010. године број становника је 4.915, што је 206 (-4,0%) становника мање него 2000. године.
| Група             | 2000.         | 2010.         |
| Белци             | 5.015 (97,9%) | 4.805 (97,8%) |
| Афроамериканци    | 12 (0,2%)     | 21 (0,4%)     |
| Азијати           | 15 (0,3%)     | 7 (0,1%)      |
| Хиспаноамериканци | 29 (0,6%)     | 50 (1,0%)     |
| Укупно            | 5.121         | 4.915         |